# Unione dei Lavoratori Agricoli di Corea
L'Unione dei Lavoratori Agricoli di Corea (ULAC; o Federazione Coreana dei Lavoratori Agricoli) è un sindacato e un'organizzazione di massa per i lavoratori agricoli della Corea del Nord. È una delle organizzazioni di massa più importanti del Paese. L'ULAC venne fondata nel 1946 e riformata nel 1965 sulla falsariga delle storiche tesi del dittatore nordcoreano Kim Il-sung sulla "questione rurale socialista nel nostro Paese". L'organizzazione è membro del Fronte Democratico per la Riunificazione della Patria ed è controllata direttamente dal Comitato centrale del Partito del Lavoro di Corea (de facto partito unico nordcoreano).
L'ULAC educa i suoi 1,6 milioni di membri - agricoltori, impiegati e lavoratori manuali nel settore agricolo - sulle questioni agricole e su quelle ideologiche, come l'ideologia Juche. L'attuale presidente è Kim Chang-yop.

## Storia
L'Unione venne fondata come Unione degli agricoltori della Corea del Nord il 31 gennaio 1946. Nel febbraio 1951, venne unita al suo equivalente sudcoreano, la Federazione generale dei sindacati degli agricoltori, per formare l'Unione dei contadini di Corea. L'organizzazione adottò il suo nome attuale il 25 marzo 1965. La ragione dietro il cambio di nome fu la decisione di rinnovare l'organizzazione secondo le linee guida stabilite nel lavoro storico di Kim Il-sung del 1964 sulla politica agricola, "Tesi sulla questione rurale socialista nel nostro paese".

## Organizzazione
L'organizzazione ha sede nella capitale Pyongyang. È direttamente controllata dal Comitato centrale del Partito del Lavoro di Corea e fa parte del Fronte Democratico per la Riunificazione della Patria.
L'attuale presidente dell'ULAC è Kim Chang-yop. Il suo predecessore è stato Ri Myong-kil, che a sua volta è stato preceduto da Seong San-sop dall'aprile 1998. Seong è stato preceduto da Choe Seong-suk, che era stato presidente dal 1993.

## Membri
Attualmente ha 1,6 milioni di membri, in calo rispetto ai tre milioni degli anni '80.
I cittadini nordcoreani devono essere membri di almeno un'organizzazione di massa affiliata al partito, una delle quali è l'ULAC. L'adesione all'ULAC è aperta agli agricoltori delle fattorie collettive di età compresa tra 31 e 65 anni (60 per le donne), nonché agli impiegati e ai lavoratori manuali nel settore agricolo.
Oltre a educare sulle questioni agricole, l'organizzazione fornisce educazione sull'ideologia, inclusa l'ideologia Juche. Il ruolo dell'organizzazione è caratterizzato dall'"indottrinare e controllare... piuttosto che (rappresentare) i lavoratori".